# Haplophragmiidae
Haplophragmiidae es una familia de foraminíferos bentónicos de la superfamilia Haplophragmioidea, del suborden Loftusiina y del orden Loftusiida. Su rango cronoestratigráfico abarca desde el Jurásico medio Hauteriviense (Cretácico inferior).

## Discusión
Clasificaciones previas incluían Haplophragmiidae en el suborden Textulariina del orden Textulariida o en el orden Lituolida.

## Clasificación
Haplophragmiidae incluye al siguiente género:
- Haplophragmium †